# Hall Cross
Hall Cross – osada w Anglii, w hrabstwie Lancashire, w dystrykcie Fylde. Leży 54 km na północny zachód od miasta Manchester i 312 km na północny zachód od Londynu. Miejscowość liczy 30 mieszkańców.